# Kilspindie Castle
Kilspindie Castle ist die Ruine einer Niederungsburg im Dorf Aberlady in der schottischen Council Area East Lothian. Die Überreste der Burg befinden sich hinter der viktorianischen Marienkirche (St Mary’s Kirk). Eine frühere Burg war dort im 16. Jahrhundert zerstört worden und der wieder aufgebaute Turm wurde im 18. Jahrhundert abgerissen. Die Überreste umfassen wenig mehr als einige verstreute Steine des Fundamentes eines Eingangs und ein Stück Mauer mit ovalen Schießscharten. Das Gelände der ehemaligen Burg gilt als Scheduled Monument. Eine weitere Ruine namens „Kilspindie Castle“ gab es in Butterdean bei Coldingham.

## Geschichte

### Frühgeschichte
Metallfunde auf dem Burggelände zeigen dessen Besiedlung seit frühester Zeit. Dort fand man die meisten angelsächsischen Hinterlassenschaften an einem einzelnen Standort in Schottland.

### Clan Douglas
Eine frühe Festung gehörte der Familie Spens oder Spence, möglicherweise Vasallen ihrer Herrn, der Earls of Dunbar aus der Familie Gospatric. Die Familie Douglas erwarb die Ländereien von Kilspindie zu Beginn des 16. Jahrhunderts, nachdem Archibald „Bell-the-cat“, 5. Earl of Angus im Zuge einer Fehde ein Bein von Spens mit einem Schlag seines großen Schwertes abgetrennt hatte. Die Familie Douglas kam in den Besitz der Ländereien von Aberlady durch Rechte, die von der schottischen Krone und von Gavin Douglas, Bischof von Dunkeld, gewährt wurden, vielleicht ein Anzeichen für die Übernahme des Namens “Kilspindie” von einem Dorf gleichen Namens in Perthshire. Der spätere Gebrauch des Titels „Greysteil“ durch Sir Archibald Douglas von Kilspindie bezieht sich womöglich auf den Hieb mit dem Schwert, den Sir Archibald ausführte, um die Ländereien von Kilspindie zu erlangen. Der vierte Sohn des Earls aus zweiter Ehe war von 1520 bis 1528 Lord Treasurer of Scotland.
Kilspindie Castle überlebte die Plünderungen der Kriege des Rough Wooing in den 1540er-Jahren, als Burgen, Abteien und Dörfer in ganz Lothian und den Scottish Borders gestürmt, geplündert und niedergebrannt wurden. Die englischen Eindringlinge hatten es vermieden, Tantallon Castle, den Sitz des Earl of Angus und Hugh Douglas’ Longniddry Tower anzugreifen, weil Hugh Douglas „assured Scot“ war, vielleicht ein Zeichen englischer Diplomatie, um die Interessen der Douglases in Lothian zu schützen.
1547 aber kehrten die Engländer nach Lothian zurück und besiegten die Schotten in der Schlacht bei Pinkie Cleugh in der Nähe von Musselburgh. Im Folgejahr bauten sie ein Fort in Haddington und plünderten die Burgen in der Nähe. Luffness Castle wurde zerstört, damit der englische Nachschub unbehelligt in Haddington angelandet werden konnte. Vermutlich wurde Kilspindie Castle ebenfalls zerstört, weil es an der ‘’Aberlady Bay’’ lag.

### Eine neue Burg
Patrick Douglas aus Kilspindie ließ einen neuen „Castell Toure and Fortalice“ vor 1600 erbauen, möglicherweise sogar schon 1558. Dieser Turm soll einen rechteckigen Grundriss gehabt haben. Möglicherweise war die Burg auch von einer Einfriedungsmauer mit Torhaus umgeben, die die Stallungen, das Brauhaus, Scheunen usw. schützte. Diese Einfriedung wiederum wird von einem tiefen Graben umgeben gewesen sein, der von der Flut gefüllt wurde und dessen hölzerne Dämme das Rückfließen des Wassers bei Ebbe verhinderten. Auch war das umgebende Land Salzmarsch, was die Verteidigungsposition der Burg weiter stärkte.
1612 erhielt Alexander Hay Kilspinidie Castle durch seine Heirat mit Sir Patricks Witwe am 16. Januar 1582. Kilspindie Castle wurde bei Oliver Cromwells Plünderungen der Burgen von Lothian in den 1650er-Jahren nicht erwähnt, aber im 18. Jahrhundert war die Burg bereits abgerissen und das Baumaterial in anderer Stelle in Aberlady verwendet worden. Eine Reihe großer Steine, die zur Burg gehörten, wurden in Feldmauern an der Straße zum heutigen Golfplatz eingesetzt. Eine stark beschlagene Tür des Gebäudes findet sich heute in Luffness House.